# 잠무 카슈미르 (연방 직할지)
잠무 카슈미르(도그리어: जम्मू और कश्मीर, 우르두어: جموں اور کشمیر, 영어: Jammu and Kashmir)는 인도의 최북단에 위치한 연방 직할지이다. 파키스탄, 중화인민공화국과 영토 분쟁을 겪고 있는 인도령 카슈미르 지방의 동쪽 지역에 해당된다.
서쪽으로는 실효지배 지역을 기준으로 한 국경선에서 파키스탄의 아자드 카슈미르와 길기트발티스탄과 면해 있으며, 동쪽과 남쪽으로는 인도의 주인 히마찰프라데시주, 펀자브주, 연방직할지인 라다크와 면해 있다. 2019년 10월 31일 잠무 카슈미르주를 폐지하면서 라다크와 동시에 신설되었다. 파키스탄령 카슈미르 지역의 아자드 카슈미르도 명목상 포함된다.

## 명칭
잠무 카슈미르라는 명칭은 잠무 지방과 카슈미르 계곡의 두 지역을 합쳐 부른 것으로, 인도 정부에서는 자국령 카슈미르 지역에 대한 명칭으로 사용하고 있으며, 파키스탄이 실효지배하는 카슈미르 지역에 대해서는 파키스탄령 카슈미르 (Pakistan-occupied Kashmir, POK)라고 부른다.
반대로 파키스탄은 인도가 실효지배중인 카슈미르 지역에 대해 인도령 카슈미르 (Indian-occupied Kashmir, IOK)로 칭하고 있다. 양국의 관계에서 중립적인 입장에 있는 한국어 언론에서도 '인도령 카슈미르' 또는 '인도 카슈미르', '인도 관할 카슈미르'라는 표현을 사용하는 경향이 있다.

## 역사

### 신설 이전
2019년 이전까지 이 지역은 현 라다크와 함께 잠무 카슈미르주라는 하나의 주인 동시에, 인도 헌법 제370조에 의거한 특별자치권을 보장받고 있었다. 이에 따라 인도 내 다른 주와는 달리 잠무 카슈미르주는 고유의 지방헌법과 상징기, 행정부를 구성할 수 있었다. 또한 인도 헌법 제35A조에 의거하여 다른 주 출신의 인도 국민은 잠무 카슈미르 내 토지나 재산의 매매가 제한되었다.
잠무 카슈미르는 힌두교가 우세한 잠무 지방과 이슬람교가 우세한 카슈미르 계곡, 불교가 우세한  라다크 지방의 세 지역으로 나뉘었다. 그러나 자치권과 권리 확대를 요구하는 무장단체의 활동으로, 1980년대 이래 잠무 카슈미르 분란으로 칭하는 치안불안과 폭력사태가 계속되었다.

### 연방 직할지로의 개편
2014년 인도 총선에서 처음 집권한 인도 인민당은 그 다음 2019년 총선에서 인도 헌법 제370조의 개정을 선거공약으로 내걸고, 잠무 카슈미르를 인도의 일반 주로 격하하는 정책 실현에 나섰다. 이후 2019년 8월 인도 하원과 상원에서 제370조의 삭제 결의안이 통과되었으며, 잠무 카슈미르주를 '잠무 카슈미르'와 '라다크'의 두 연방 직할지로 분리하는 행정구역 개편안도 제정되었다. 헌법 제35A조 역시 1954년 대통령령의 실효정지를 통해 폐지되었다. 이상의 개편은 2019년 10월 31일부로 발효되었다.
특별지위 폐지로 인한 지역 내 반발과 저항을 의식한 인도 정부는 2019년 9월 잠무 카슈미르 주총리 2인과 지방정치인 수백명을 비롯하여 총 4,000여명에 달하는 지역민을 전격 체포하였다. 이와 함께 주 전역에 봉쇄조치를 내리고, 통신과 인터넷 연결을 일시 중단하였다.

2020년 4월 인도 정부는 기존의 영주권 제도를 대체하는 거주민법을 공포하였다. 이 법에 따르면 15년간 잠무 카슈미르 지역에 거주했거나 7년간 공부하면서 10급, 12급 시험에 응시한 사람은 누구나 '거주민'으로 인정된다. 10년간 잠무 카슈미르에서 근무한 공무원과 그 자녀도 거주민 자격을 얻게 된다. 2025년 4월 기준 이 법에 따라 거주민 자격을 얻은 외지인의 규모는 총 8만 3000여명에 달하는 것으로 집계됐다.

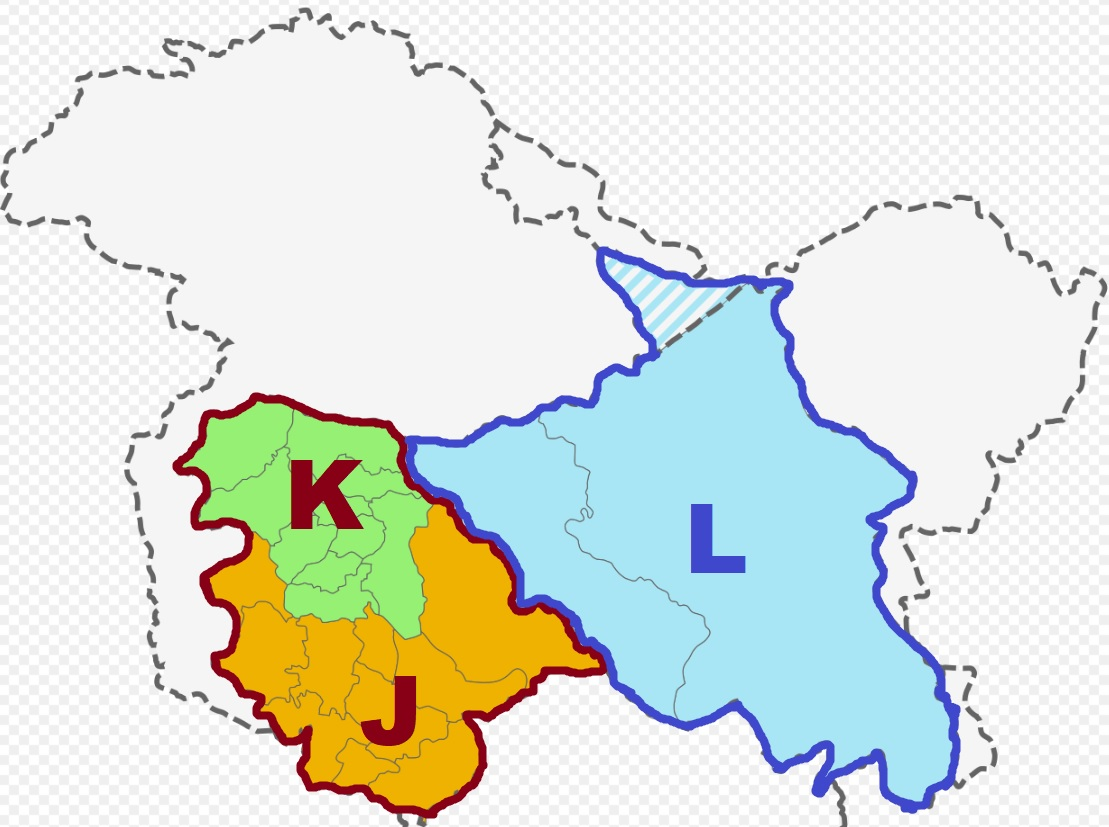
잠무 카슈미르를 양분하는 잠무 지방 (K)와 카슈미르 지방 (J)의 영역. 라다크 (L)가 동쪽에 표시되어 있다.

2023년 12월 11일 인도 대법원은 헌법 제370조와 제35A조의 폐지를 만장일치로 인용하고, 인도 연방정부에 잠무 카슈미르의 주정부 지위를 회복할 것과 늦어도 2024년 9월까지 인도 의회 선거를 치를 것을 주문하였다. 이에 2024년 9월 특별지위 폐지 이후 처음으로 의회 선거가 치러졌으며, 잠무 카슈미르 국민의회와 인도 국민회의 연합이 과반수 의석을 차지하였다. 초대 주총리로 오마르 압둘라가 선출되었다.
2025년 4월 21일, 잠무 카슈미르의 파할감 인근 계곡에서 총기 난사 테러가 발생하였다. 테러단체로 지정된 라슈카레 타이바의 하부조직인 저항전선 (TRF)가 배후를 자처하였으며, 외지인의 인구 유입에 대한 반발을 테러 동기로 밝혔다. 이 사건으로 26명 사망, 20명 이상이 부상당했다.

## 행정 구역
잠무 카슈미르는 연방 직할지로서 잠무 지방과 카슈미르 지방의 2개 지방으로 구분되며, 그 아래에는 20개 구가 설치되어 있다.
| - 카투아구 - 잠무구 - 삼바구 - 우담푸르구 - 레아시구 | - 라주리구 - 푼치구 - 두다구 - 람반구 - 키슈트와르구 |

| - 아난트나그구 - 쿨감구 - 풀와마구 - 쇼피안구 - 부드감구 | - 스리나가르구 - 간데르발구 - 반디포라구 - 바라물라구 - 쿠프와라구 |

## 교통

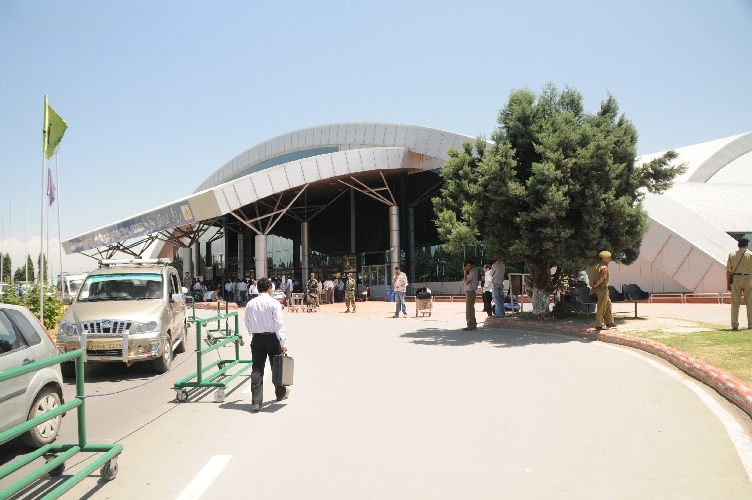
스리나가르의 스리나가르 공항

잠무 카슈미르에는 두 주도인 잠무에 잠무 공항을, 스리나가르에 스리나가르 공항을 두고 있다. 스리나가르 공항은 잠무 카슈미르 유일의 국제공항이기도 하다. 이곳에서 인도 수도인 델리, 뭄바이, 방갈로르, 찬디가르 등 주요 도시로 향하는 항공편이 운항하고 있다.
철도의 경우 북부철도 (NR) 구역으로 분류되며 지역 내 유일한 철도노선으로 잠무-바라물라선 (Jammu-Baramulla Line)이 건설되고 있다. 완공 시 잠무와 카슈미르의 두 지방을 연결하는 것은 물론 인도 내 다른 지역에서 카슈미르 계곡으로 향하는 접근성이 증대될 것으로 전망된다.

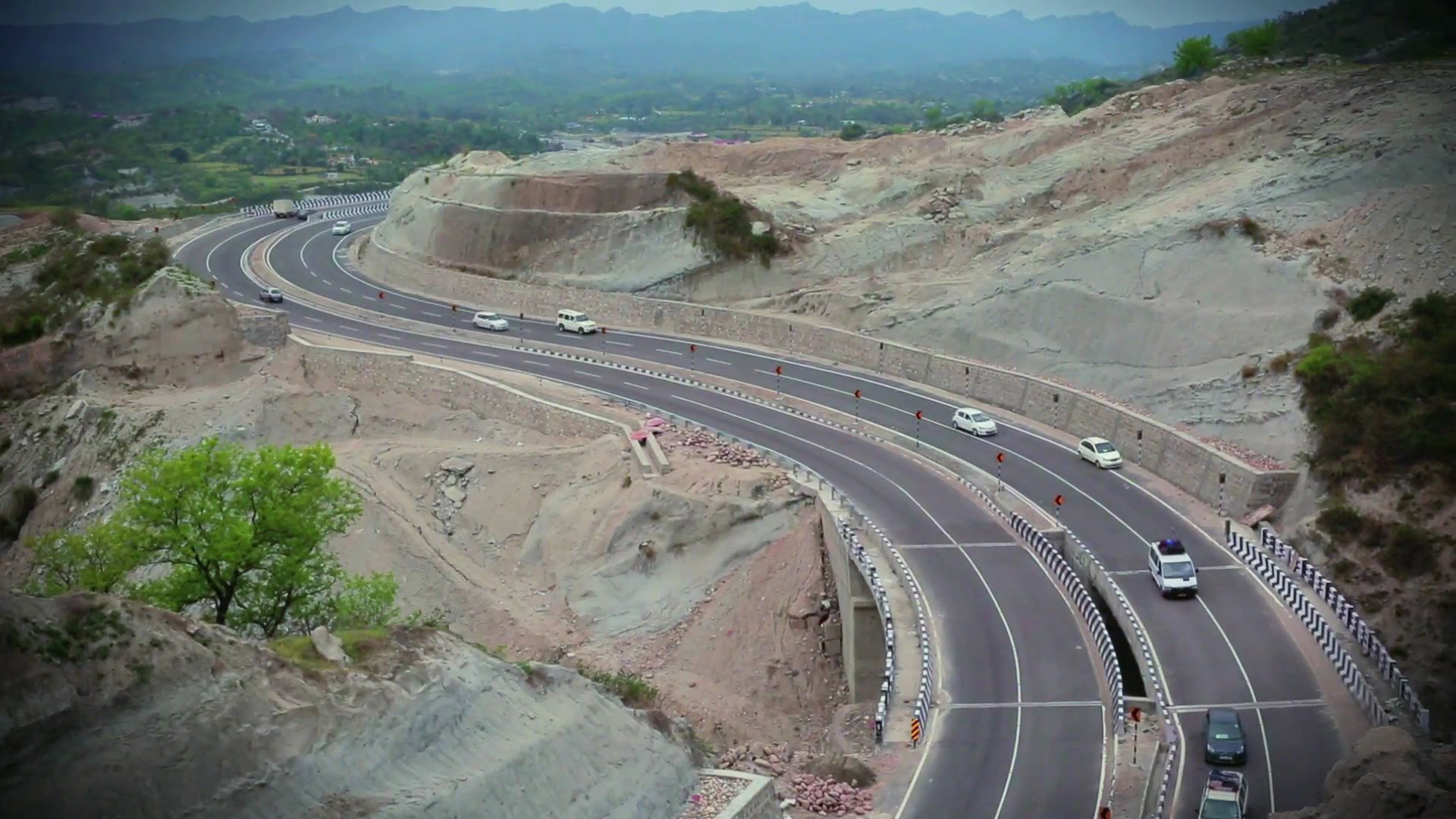
잠무-스리나가르 국가고속도로

고속도로의 경우 국가고속도로 제44호선의 잠무-스리나가르 국가고속도로가 잠무와 스리나가르를 잇는 주요 고속도로이다. 이밖에도 제1호선, 제144호선, 제144A호선, 제501호선, 제701호선, 제701A호선 등의 고속도로가 잠무 카슈미르 일대 지역을 경유하고 있다.

## 관광

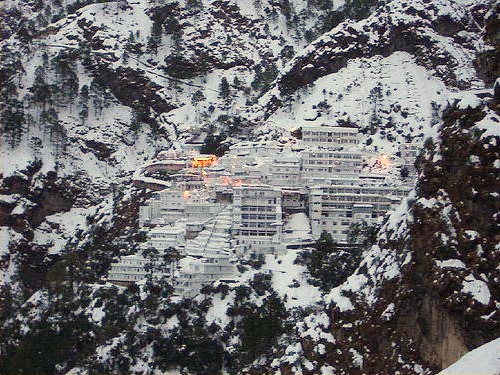
바이슈노 데비 사원의 설경

잠무 카슈미르는 고원지대로서 온화하면서도 서늘한 기후를 보이며, 산맥과 설경으로 관광객들이 많이 찾는다. 스리나가르, 샬리마르 바그 (무굴 제국 대의 정원), 굴마르그, 파할감, 파트니토프, 바데르와, 잠무 등이 대표적인 관광명소로 꼽힌다. 여기에 바이슈노 데비 사원과 아마르나트 사원 등의 힌두교 성지가 있어 해마다 수천명에 달하는 힌두교도들이 순례하는 지역으로서 주 경제에 보탬이 되고 있다.
카슈미르 계곡 역시 인도에서 가장 인기있는 관광명소 중 하나로, 2024년 한해 동안 이곳을 찾은 관광객수는 약 350만 명에 달했다. 굴마르그는 인도 내에서 가장 많은 사람이 찾는 스키 리조트이자 세계에서 가장 높은 고도에 위치한 골프코스가 자리해 있다.

## 같이 보기
- 잠무 카슈미르주
- 잠무 카슈미르 왕국